# エレナ・ドキッチ
エレナ・ドキッチ（Jelena Dokić, セルビア語: Јелена Докић , 1983年4月12日 - ）は、ユーゴスラビア・オシエク（現クロアチア領）出身のオーストラリアの女子プロテニス選手。プロデビュー当時はオーストラリア国籍で活動していた為、英語読みの「エレナ・ドキック」と呼ばれていたが、1999年ウィンブルドンの大会期間中から、自分がユーゴスラビアで生まれた時の発音で呼んでほしいという本人の希望により「ドキッチ」と呼ばれるようになった。
WTAツアーでシングルス6勝、ダブルス4勝を挙げ、2001年の全仏オープン女子ダブルス準優勝の経歴も持つ。自己最高ランキングはシングルス4位、ダブルス10位。一方、父親ダミルの度重なる奇行、後述する国籍変更問題など、コート内外でトラブルの多い選手でもある。

## 来歴
故国ユーゴスラビアの先輩モニカ・セレシュに憧れて7歳からテニスを始め、11歳の時に内戦を逃れてオーストラリアに移住した。ジュニア時代、1998年全米オープンの女子ジュニアシングルス部門で優勝がある。全米ジュニアの直後に日本の大阪で開催された「世界スーパージュニアテニス選手権大会」で優勝するなど、早くからオーストラリア女子の新星として有望視されていた。
1999年全豪オープンで4大大会にデビュー。地元の女子選手として主催者推薦を受け、3回戦で第2シードのマルチナ・ヒンギスに挑戦した。5ヶ月後のウィンブルドン選手権で予選を勝ち上がり、6月22日の1回戦でヒンギスを 6-2, 6-0 で圧倒して一躍有名になった。この大会ではベスト8まで勝ち進んだが、“予選勝者対決”になった準々決勝でアレクサンドラ・スティーブンソン（アメリカ）に敗れる。ウィンブルドン選手権の終了後、2000年シドニー五輪の「オリンピック大使」に任命された。
ところが、翌2000年の全豪オープン1回戦でリタ・クチ＝キス（ハンガリー）に敗れた後、クチキスに対する暴言が発端となって一連の“舌禍事件”を起こす。この後ウィンブルドンでベスト4に進出したが、これがドキッチの4大大会シングルス自己最高成績である。オリンピック大使を務めたシドニー五輪では女子シングルス準決勝まで進出したが、ロシア代表のエレーナ・デメンチェワに 6-2, 4-6, 4-6 の逆転で敗れ、準決勝敗退選手2名による「銅メダル決定戦」でもモニカ・セレシュに 1-6, 4-6 で敗れたため、銅メダルを逃した。同年末に国籍を故国ユーゴスラビア（セルビア・モンテネグロ）に戻し、7年間住んだオーストラリアを離れた。2001年全豪オープンの1回戦で第2シードのリンゼイ・ダベンポートに敗れた後、ドキッチは長い間全豪オープンから遠ざかることになる。
2001年5月、「イタリアン・オープン」の決勝でアメリ・モレスモを 7-6, 6-1 で破り、WTAツアー初優勝を果たした。続く全仏オープンでは、コンチタ・マルティネスとペアを組んだ女子ダブルスで準優勝がある。同年9月に日本の「トヨタ・プリンセス・カップ」で初優勝を飾り、10月上旬の「クレムリン・カップ」でも優勝した。2002年8月に世界ランキングを自己最高の4位に上げたが、この後ドキッチのテニス成績はすぐに急降下してしまう。2003年のウィンブルドン3回戦で当時16歳のマリア・シャラポワに敗れると、全米オープンも2回戦でマリー・ピエルスに敗れ、2004年は全仏オープン・ウィンブルドン・全米オープンですべて1回戦敗退に終わった。
2005年12月、再び「オーストラリア」国籍でプレーする意向を表明した。2006年全豪オープンの1回戦では、ビルジニ・ラザノ（フランス）に 6-3, 6-7, 1-6 で逆転負けする。2年後の2008年全豪オープンで予選会のワイルドカード（主催者推薦）を得たが、予選2回戦でタマリネ・タナスガーン（タイ）に敗れ、本戦復帰はならなかった。同年5月から女子ツアー下部組織の大会群（サテライト・ツアー）を回り、3つの大会で優勝する。
2009年全豪オープンで、10年ぶりの勝利を挙げ、4大大会で2002年全仏オープン以来となるベスト8に進出した。戦った5試合はすべてフルセット（セットカウント2対1）の内容で、1回戦はタミラ・パシェク（オーストリア）、2回戦アンナ・チャクベタゼ（ロシア）、3回戦キャロライン・ウォズニアッキ（デンマーク）、4回戦アリサ・クレイバノワ（ロシア）を破った。初進出の全豪準々決勝では、第3シードのディナラ・サフィナ（ロシア）に 4-6, 6-4, 4-6 で敗れた。この年は女子テニス国別対抗戦・フェドカップでも、5年ぶりにオーストラリア代表選手として出場した。
2011年のマレーシア・クアラルンプール大会では、1回戦で第1シードのフランチェスカ・スキアボーネ（イタリア）に 2–6, 7–6(1), 6–4 で勝利して勢いに乗り、8年ぶりのツアー決勝に進出した。決勝ではルーシー・サファロバ（チェコ）を 2–6, 7–6(9), 6–4 で破り9年ぶりのツアー6勝目を挙げた。6月のスヘルトーヘンボス大会でも決勝に進出しロベルタ・ビンチ（イタリア）に 7-6(7), 3-6, 5-7 で敗れたが、2004年以来のトップ50復帰を果たした。
ドキッチは2014年1月の全豪オープンダブルス1回戦敗退を最後に、右手首の怪我のため公式戦出場から遠ざかっている。

## WTAツアー決勝進出結果

### シングルス: 14回 (6勝8敗)
| 大会グレード          | 大会グレード                 |
| 2008年以前            | 2009年以後                   |
| --------------------- | ---------------------------- |
| グランドスラム (0–0)  |                              |
| WTAファイナルズ (0–0) |                              |
| ティア I (2-2)        | プレミア・マンダトリー (0-0) |
| ティア I (2-2)        | プレミア5 (0-0)              |
| ティア II (1-4)       | プレミア (0–0)               |
| ティア III (1-1)      | インターナショナル (1-1)     |
| ティア IV ＆ V (1–0)  | インターナショナル (1-1)     |

| 結果   | No. | 決勝日         | 大会               | サーフェス        | 対戦相手                         | スコア           |
| ------ | --- | -------------- | ------------------ | ----------------- | -------------------------------- | ---------------- |
| 優勝   | 1.  | 2001年5月20日  | ローマ             | クレー            | アメリ・モレスモ                 | 7–6(3), 6–1      |
| 準優勝 | 1.  | 2001年9月19日  | バイーア           | ハード            | モニカ・セレシュ                 | 3–6, 3–6         |
| 優勝   | 2.  | 2001年9月23日  | 東京               | ハード            | アランチャ・サンチェス・ビカリオ | 6–4, 6–2         |
| 優勝   | 3.  | 2001年10月7日  | モスクワ           | カーペット (室内) | エレーナ・デメンチェワ           | 6–3, 6–3         |
| 準優勝 | 2.  | 2001年10月15日 | チューリッヒ       | カーペット (室内) | リンゼイ・ダベンポート           | 3–6, 1–6         |
| 準優勝 | 3.  | 2001年10月22日 | リンツ             | カーペット (室内) | リンゼイ・ダベンポート           | 4–6, 1–6         |
| 準優勝 | 4.  | 2002年2月4日   | パリ               | カーペット (室内) | ビーナス・ウィリアムズ           | 不戦敗           |
| 優勝   | 4.  | 2002年4月7日   | サラソタ           | クレー            | タチアナ・パノワ                 | 6–2, 6–2         |
| 準優勝 | 5.  | 2002年5月25日  | ストラスブール     | クレー            | シルビア・ファリナ・エリア       | 4–6, 6–3, 3–6    |
| 優勝   | 5.  | 2002年6月16日  | バーミンガム       | 芝                | アナスタシア・ミスキナ           | 6–2, 6–3         |
| 準優勝 | 6.  | 2002年7月29日  | サンディエゴ       | ハード            | ビーナス・ウィリアムズ           | 2–6, 2–6         |
| 準優勝 | 7.  | 2003年10月13日 | チューリッヒ       | カーペット (室内) | ジュスティーヌ・エナン＝アーデン | 0–6, 4–6         |
| 優勝   | 6.  | 2011年3月6日   | クアラルンプール   | ハード            | ルーシー・サファロバ             | 2–6, 7–6(9), 6–4 |
| 準優勝 | 8.  | 2011年6月18日  | スヘルトーヘンボス | 芝                | ロベルタ・ビンチ                 | 7-6(7), 3-6, 5-7 |

### ダブルス: 10回 (4勝6敗)
| 結果   | No. | 決勝日         | 大会           | サーフェス        | パートナー             | 対戦相手                                          | スコア           |
| ------ | --- | -------------- | -------------- | ----------------- | ---------------------- | ------------------------------------------------- | ---------------- |
| 準優勝 | 1.  | 1999年9月26日  | 東京           | ハード            | アマンダ・クッツァー   | コンチタ・マルティネス パトリシア・タラビーニ     | 7–6(5), 4–6, 2–6 |
| 準優勝 | 2.  | 2001年6月10日  | 全仏オープン   | クレー            | コンチタ・マルティネス | ビルヒニア・ルアノ・パスクアル パオラ・スアレス   | 2–6, 1–6         |
| 準優勝 | 3.  | 2001年8月20日  | ニューヘイブン | ハード            | ナディア・ペトロワ     | カーラ・ブラック エレーナ・リホフツェワ           | 0–6, 6–3, 2–6    |
| 優勝   | 1.  | 2001年10月28日 | リンツ         | カーペット (室内) | ナディア・ペトロワ     | エルス・カレンズ チャンダ・ルビン                 | 6–1, 6–4         |
| 優勝   | 2.  | 2002年4月7日   | サラソタ       | クレー            | エレーナ・リホフツェワ | エルス・カレンズ コンチタ・マルティネス           | 6–7(5), 6–3, 6–3 |
| 優勝   | 3.  | 2002年8月11日  | ロサンゼルス   | ハード            | キム・クライシュテルス | ダニエラ・ハンチュコバ 杉山愛                     | 6–3, 6–3         |
| 準優勝 | 4.  | 2002年9月30日  | モスクワ       | カーペット (室内) | ナディア・ペトロワ     | エレーナ・デメンチェワ ヤネッテ・フサロバ         | 6–2, 3–6, 6–7(7) |
| 準優勝 | 5.  | 2002年10月14日 | チューリッヒ   | ハード (室内)     | ナディア・ペトロワ     | エレーナ・ボビナ ジュスティーヌ・エナン           | 2–6, 6–7(2)      |
| 優勝   | 4.  | 2002年10月27日 | リンツ         | カーペット (室内) | ナディア・ペトロワ     | 藤原里華 杉山愛                                   | 6–3, 6–2         |
| 準優勝 | 6.  | 2003年5月12日  | ローマ         | クレー            | ナディア・ペトロワ     | スベトラーナ・クズネツォワ マルチナ・ナブラチロワ | 4–6, 7–5, 2–6    |

## 4大大会シングルス成績
略語の説明
| W | F | SF | QF | #R | RR | Q# | LQ | A | Z# | PO | G | S | B | NMS | P | NH |

W=優勝, F=準優勝, SF=ベスト4, QF=ベスト8, #R=#回戦敗退, RR=ラウンドロビン敗退, Q#=予選#回戦敗退, LQ=予選敗退, A=大会不参加, Z#=デビスカップ/BJKカップ地域ゾーン, PO=デビスカップ/BJKカッププレーオフ, G=オリンピック金メダル, S=オリンピック銀メダル, B=オリンピック銅メダル, NMS=マスターズシリーズから降格, P=開催延期, NH=開催なし.
| 大会           | 1999 | 2000 | 2001 | 2002 | 2003 | 2004 | 2005 | 2006 | 2007 | 2008 | 2009 | 2010 | 2011 | 2012 | 通算成績 |
| -------------- | ---- | ---- | ---- | ---- | ---- | ---- | ---- | ---- | ---- | ---- | ---- | ---- | ---- | ---- | -------- |
| 全豪オープン   | 3R   | 1R   | 1R   | A    | A    | A    | A    | 1R   | A    | LQ   | QF   | 1R   | 2R   | 2R   | 8–8      |
| 全仏オープン   | 1R   | 2R   | 3R   | QF   | 2R   | 1R   | A    | A    | A    | A    | 2R   | 1R   | 1R   | A    | 9–9      |
| ウィンブルドン | QF   | SF   | 4R   | 4R   | 3R   | 1R   | A    | LQ   | A    | A    | 1R   | LQ   | 1R   | A    | 17–8     |
| 全米オープン   | 1R   | 4R   | 4R   | 2R   | 2R   | 1R   | A    | A    | A    | A    | 1R   | LQ   | 2R   | A    | 9–8      |